# Julius Bertuch

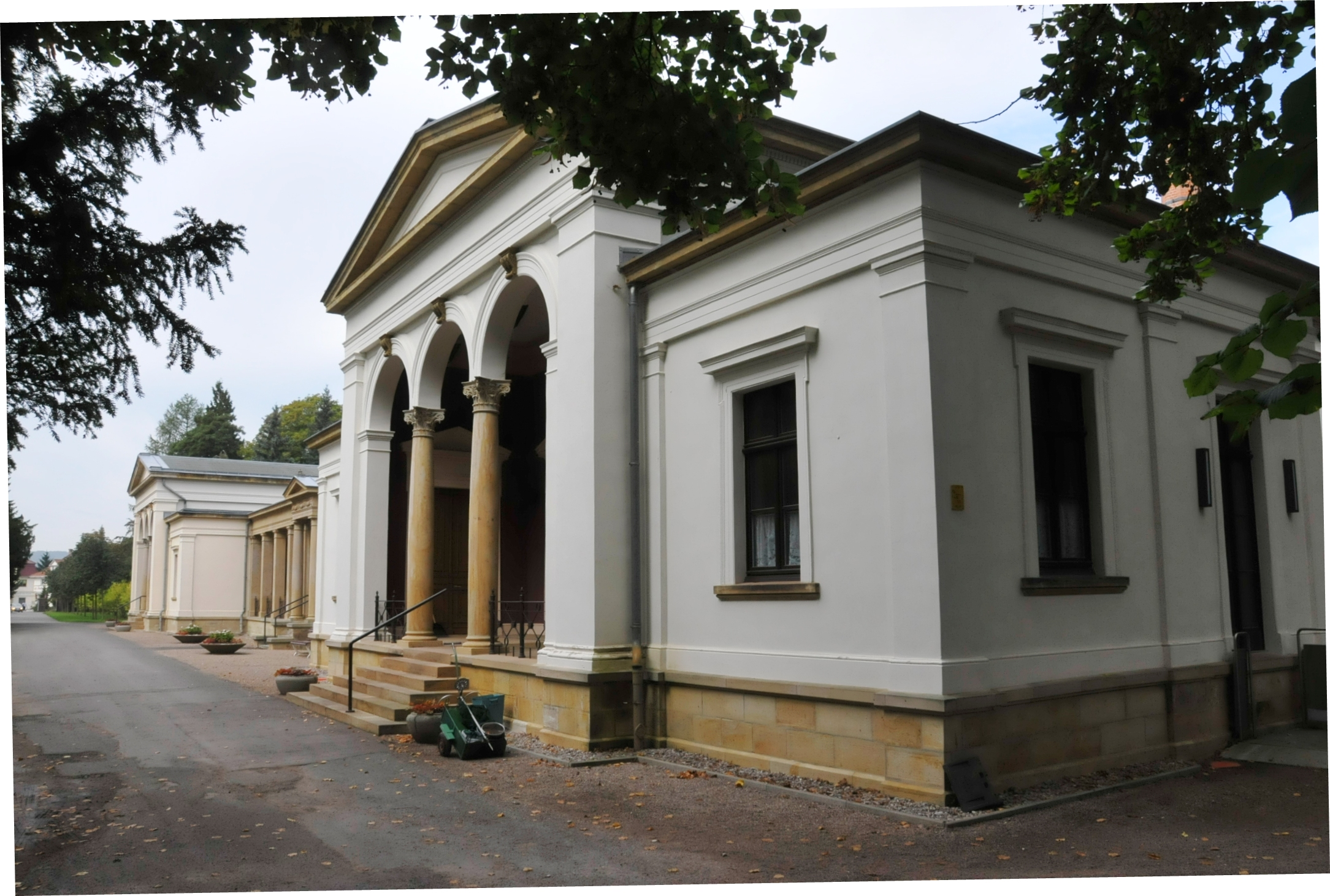
Krematorium in Gotha, Bertuchs bekanntestes Bauwerk

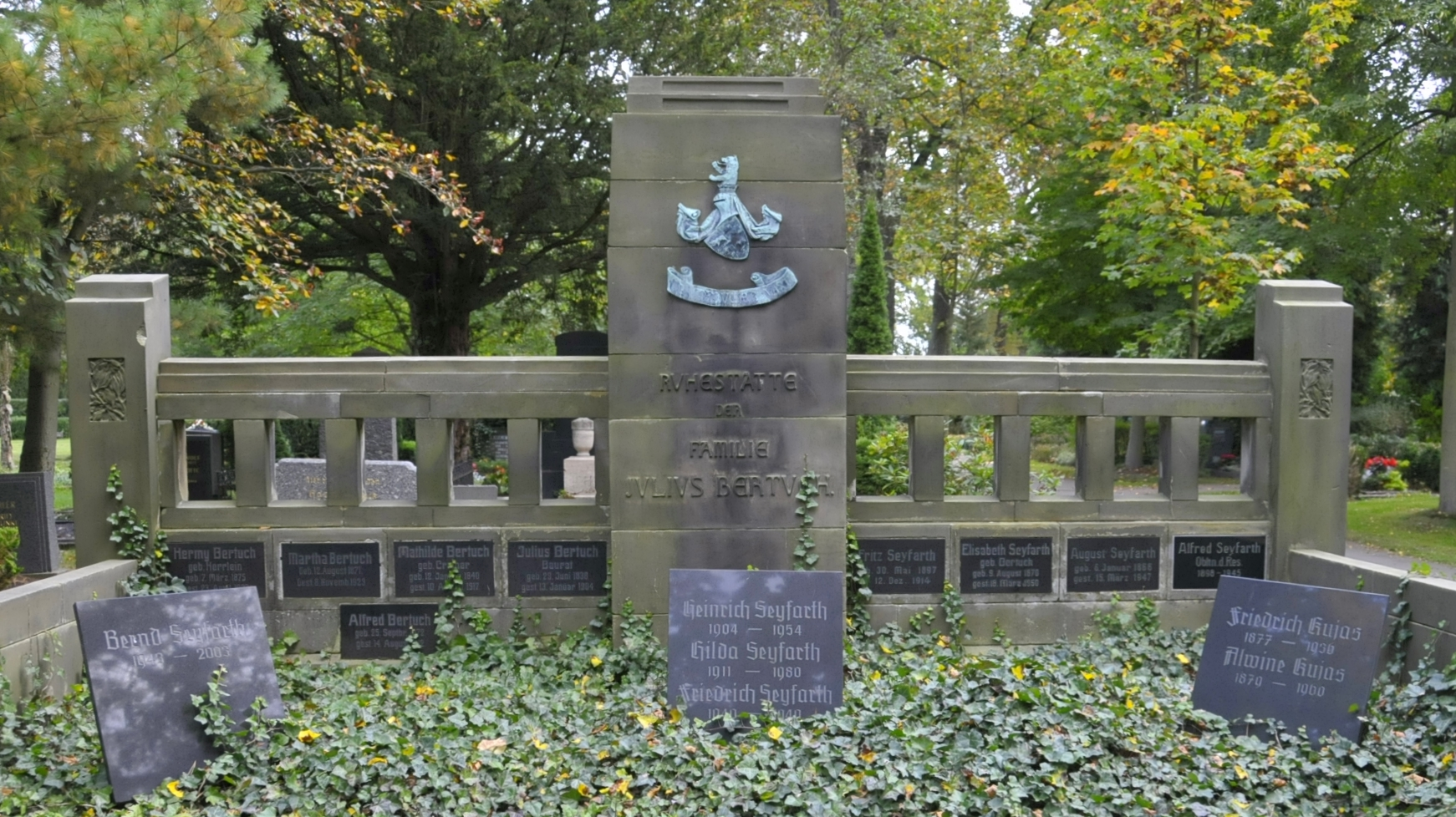
Grabstätte der Familie Julius Bertuch auf dem Hauptfriedhof Gotha

Julius Bertuch (* 29. Juni 1838; † 13. Januar 1904 in Gotha) war ein deutscher Architekt und kommunaler Baubeamter der Stadt Gotha; er entwarf das erste in Deutschland in Betrieb genommene Krematorium.

## Leben
Bertuch war als Stadtbaumeister und später als Stadtbaurat fast vier Jahrzehnte lang für das städtische Bauamt tätig. Er starb am 13. Januar 1904. Die Grabstätte der Familie Bertuch befindet sich auf dem Hauptfriedhof Gotha.

## Bauten in Gotha
- 1878: Kreiskrankenhaus, Erfurter Landstraße
Seit der Einweihung des neuen Kreiskrankenhauses in Sundhausen im Jahr 2002 stehen die Gebäude leer.
- 1878: Krematorium Gotha (gemeinsam mit Carl Heinrich Stier)
- 1881: Gotthardschule (seit 2011 leerstehend)
- 1892: Löfflerschule[2]
- 1900: Reyherschule